# Larry Bird
Larry Joe Bird (West Baden Springs, Indiana, 7 de diciembre de 1956) es un exjugador de baloncesto estadounidense que disputó 13 temporadas en la NBA, todas ellas con los Boston Celtics, con los que consiguió tres campeonatos: 1981, 1984 y 1986. Con una estatura de 2,06 metros, es considerado por muchos como el mejor alero en la historia de la NBA y una de las más grandes figuras del baloncesto mundial.
Formó, junto con Kevin McHale y Robert Parish, uno de los mejores frontcourt  de la historia de la NBA. Dicho trío es el segundo con más victorias de temporada regular en la historia (540) detrás del formado por Tim Duncan, Tony Parker y Manu Ginóbili.
Bird fue incluido en el Mejor Equipo de la Historia del 50 Aniversario de la NBA en 1996, así como en el Naismith Memorial Basketball Hall of Fame en 1998. También apareció en el mejor quinteto de la NBA en nueve temporadas, de las que fue el jugador más valioso tres años consecutivos: 1984, 1985 y 1986, segundo en 1981, 1982, 1983 y 1988, y tercero en 1987, lo que da una idea de su dominio individual ejercido en la NBA durante los años 1980.
Es el único alero en la historia de la liga que promedió a lo largo de su carrera 10 o más rebotes, 5 o más asistencias y 20 o más puntos por partido. Es uno de los siete miembros del selecto "Club del 50-40-90" (jugadores que han logrado un porcentaje de tiro del 50% o más en tiros de campo, un 40% o más en triples y un 90% o más en tiros libres durante toda una temporada)
Tras retirarse en 1992 debido a sus problemas crónicos en la espalda, estuvo en los Indiana Pacers, primero como entrenador (1997-2000) y posteriormente como Presidente de Operaciones relacionadas con el baloncesto (2003-2012 y 2013-2017).
Es la única persona en la historia de la NBA en ser nombrado Rookie del Año, MVP de la temporada regular, MVP de las finales, MVP del All-Star Game, Entrenador del Año y Ejecutivo del Año.

## Biografía
Bird nació en West Baden Springs, Indiana, y es hijo de Georgia Kerns y Claude Joseph "Joe" Bird. Creció a caballo entre su pueblo natal y la vecina localidad de French Lick, por lo que se ganó el apodo de "the Hick from French Lick" (el paleto de French Lick). Los problemas económicos sacudieron a la familia Bird durante toda su infancia. En una entrevista, concedida a Sports Illustrated en 1988, recordó cómo su madre hacía frente a estos problemas: si tenía una deuda con el banco y nosotros necesitábamos zapatos, ella conseguía los zapatos y después negociaba con los tipos del banco. No quiero decir que no pagara sus deudas, pero sus hijos éramos siempre lo primero. En ocasiones Larry era enviado a vivir con sus abuelos debido a las apreturas familiares. El ser pobre en la infancia supone una motivación hoy en día, dijo a la revista norteamericana.
Las dificultades de la familia Bird aumentaron debido al alcoholismo y a las dificultades personales de Joe Bird. En 1975, tras consumarse el divorcio, su padre, un veterano de la guerra de Corea que quedó con problemas psicológicos tras la contienda, se suicidó con un arma de fuego, a los 48 años; Larry, de 18, no derramó ni una lágrima.
A pesar de las desgracias domésticas, en su segundo año en el high school Springs Valley, llegó a ser uno de los mejores jugadores de French Lick. Dejó el instituto siendo el máximo anotador de la historia del centro. Su retrato cuelga en la escuela, situada en la calle Larry Bird Boulevard de dicha localidad.

## Trayectoria deportiva

### Universidad

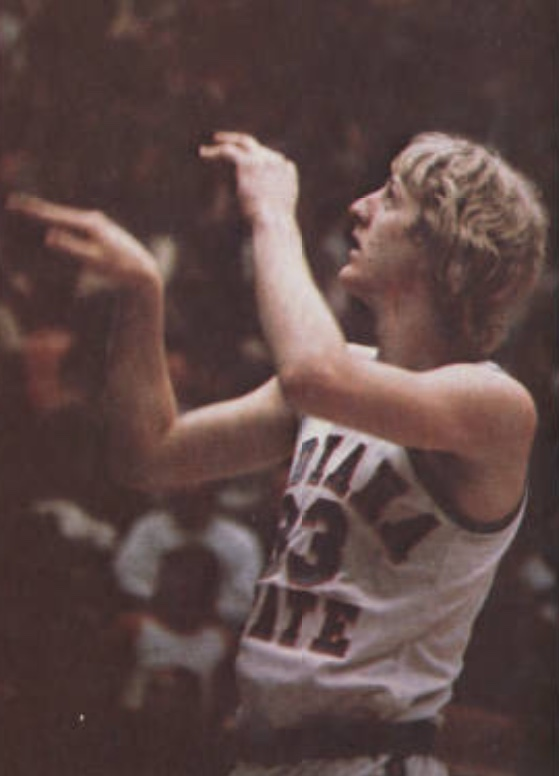
Bird, en un calentamiento con Indiana State.

Los tres años que fue universitario estuvieron a punto de transcurrir en la prestigiosa Universidad de Indiana, que en aquel momento poseía el mejor programa de baloncesto del país, dirigido por el mítico Bobby Knight, pero la magnitud de la institución (con un campus universitario con más de 33.000 estudiantes) abrumó tanto a Bird que regresó a su pueblo natal (de 2.000 habitantes) donde trabajó en varios oficios, hasta que por fin se enroló en las filas de la más pequeña Universidad de Indiana State.
Su trayectoria fue espectacular: llevó a su equipo a la final de la NCAA contra la Universidad Estatal de Míchigan, donde por aquel entonces brillaba con luz propia un joven llamado Magic Johnson. Ganó varios premios a nivel individual, como el prestigioso Naismith Award, fue elegido Jugador del Año por la conocida revista deportiva Sporting News, elegido en dos ocasiones componente del mejor quinteto nacional, y promediando 30,3 puntos (quinta mejor marca de la historia de la NCAA), 13,3 rebotes y 4,3 asistencias.

#### Estadísticas
| Año     | Equipo        | PJ | PT | MPP  | %TC  | %3P | %TL  | RPP  | APP | ROB | TPP | PPP  |
| ------- | ------------- | -- | -- | ---- | ---- | --- | ---- | ---- | --- | --- | --- | ---- |
| 1976–77 | Indiana State | 28 | —  | 36.9 | .544 | —   | .840 | 13.3 | 4.4 | 2.8 | 1.0 | 32.8 |
| 1977–78 | Indiana State | 32 | —  | —    | .524 | —   | .793 | 11.5 | 3.9 | 2.4 | .9  | 30.0 |
| 1978–79 | Indiana State | 34 | 34 | —    | .532 | —   | .831 | 14.9 | 5.5 | 2.5 | .8  | 28.6 |
| Total   | Total         | 94 | —  | —    | .533 | —   | .822 | 13.3 | 4.6 | 2.6 | .9  | 30.3 |

### Profesional

#### 1979-1981: Impacto inmediato

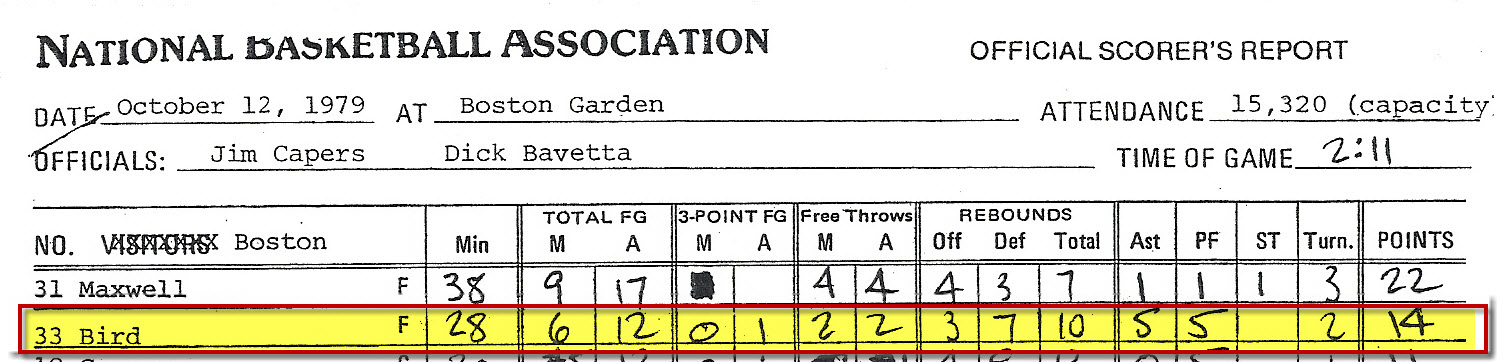
Bird consiguió 14 puntos, 10 rebotes y 5 asistencias en su debut en la NBA contra Houston Rockets el 12 de octubre de 1979.

Fue escogido por los Boston Celtics en el Draft de la NBA de 1978 en el sexto lugar, en lo que fue una nueva jugada maestra de Red Auerbach, al aprovechar que su breve paso por la Universidad de Indiana lo hacía elegible un año antes de terminar su periplo en Indiana State, y draftearlo así adelantándose a los demás equipos. A cambio, Auerbach tuvo que esperar un año para contar con el jugador, ya que sus intentos de convencerlo para dejar la universidad inmediatamente fueron infructuosos. Bird firmó entonces un contrato por 650.000 dólares anuales, cifra récord para un rookie. Poco después, las normas cambiarían para que los equipos no pudieran elegir a jugadores que no estuvieran preparados para dar el salto a la liga profesional.
El impacto de Larry Bird en los Celtics fue inmediato: el equipo, que venía de un récord negativo de 29 victorias y 53 derrotas en la temporada 1978-79, al año siguiente logró 61 victorias y 21 derrotas, acabando como el equipo con mejor porcentaje de partidos ganados. Su gran rival en la universidad, Magic Johnson, pasó a profesionales ese mismo año con Los Angeles Lakers, con el cual tuvo una tremenda rivalidad para hacerse con el premio de Rookie del año, que finalmente recibiría el de Indiana. Fue elegido también para el All-Star Game de la temporada (algo que se repetiría en sus 12 años como profesional). Lideró a los Celtics en anotación (21,3 puntos por partido), rebotes (10,4), número de robos (143) y minutos jugados (2.955), siendo segundo en asistencias (4,5) y tiros de tres puntos (58). Aunque su equipo fue derrotado en las finales de la Conferencia Este por Philadelphia 76ers, se confirmó que el equipo de Boston tenía un espacio reservado para futuros días de gloria.
Al año siguiente los Celtics se harían con los servicios del pívot Robert Parish y la tercera elección del draft de 1980, en una transacción con Golden State Warriors, que a cambio recibieron la opción de la primera y la 13.ª elección del draft. Después de que los Warriors eligieran a Joe Barry Carroll y los Utah Jazz a Darrell Griffith en segundo lugar, los Celtics eligieron al ala-pívot de la Universidad de Minnesota Kevin McHale. Con Bird como alero, las incorporaciones de Parish y McHale permitieron a Boston disponer de una de las mejores frontcourts de la liga. Los tres formarían la base de unos Celtics destinados a altas cotas.
En su segunda temporada Bird llevó a su equipo de nuevo a los playoffs, donde de nuevo se encontrarían con los Philadelphia 76ers de Julius Erving en la final de conferencia. Tras salvar un 3-1 en contra, los Celtics alcanzaron la final, donde derrotarían a los Houston Rockets, siendo el primer título de los tres que Bird conseguiría a lo largo de su carrera.

#### 1982-1987: Bird vs. Magic

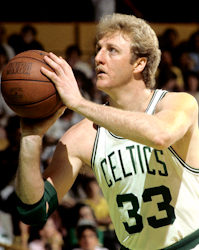
Larry Bird en los playoffs de 1985.

La llegada de Bird y Johnson rejuveneció la NBA, una liga en horas bajas debido a sus preocupantes índices de audiencia en las televisiones. La rivalidad entre ambos, iniciada en su etapa universitaria, se prolongó en el ámbito profesional, llevando a sus equipos a lo más alto. Así, mientras Bird conseguía el título en 1981, Magic hacía lo propio en 1980 y 1982. A lo largo de sus respectivas carreras profesionales, coincidieron en tres finales más. La rivalidad entre ambos jugadores llegó a ser una de las más relevantes o quizás, la más importante jamás antes vista, dentro de la historia del deporte profesional estadounidense.
En 1984 los Celtics batieron a los Lakers en el séptimo y definitivo partido de la final, ganando 111-102. Bird promedió 27 puntos y 14 rebotes durante las series, ganándose a pulso el premio de MVP de las finales. Fue también nombrado MVP de la liga regular. En 1985 se repitió la final, pero esta vez fueron los Lakers los que se llevaron el gato al agua en seis partidos. De todas formas, Bird volvió a ser nombrado MVP de la temporada.
Al año siguiente los Celtics volverían a completar una gran temporada, con la ayuda de otro miembro del Basketball Hall of Fame, Bill Walton. Tras ser rechazado por los Lakers, y como última opción, llamó al mánager general de Boston Red Auerbach. Éste, en principio reticente a asumir riesgos fichando a Walton, con un amplio historial de lesiones, Bird, que casualmente estaba en la oficina de Auerbach en el momento de la llamada, pidió ficharlo, argumentando que si Walton sentía que se encontraba en condiciones de jugar, era todo lo que necesitaba oír.
Con Walton dando minutos de descanso a McHale y Parish, los Celtics regresarían a las Finales de 1986, aunque esta vez no se enfrentaron a los Lakers, derrotados en la final de la Conferencia Oeste por Houston Rockets. Los Celtics de 1986, que acabaron la temporada regular con un balance de 67 victorias por tan solo 15 derrotas, está considerado el mejor de la Era Bird, y uno de los 10 mejores de la historia de la NBA. Bird fue nuevamente nombrado MVP de las finales, tras promediar un triple-doble en las series: 24 puntos, 10 rebotes y 10 asistencias. Consiguió además su tercer MVP de la NBA consecutivo, igualando a los dos grandes pívots dominantes de los años 60, Bill Russell y Wilt Chamberlain, los únicos que han conseguido en tres ocasiones consecutivas esta distinción.
En 1987 los Celtics harían su última aparición en las Finales de la era Bird, superando las series previas no sin dificultades ante Milwaukee Bucks y Detroit Pistons, pero alcanzando definidamente la ronda final. Con una plaga de lesiones, cayeron ante los Lakers, que habían dominado la fase regular con 65 victorias, en 6 partidos. Al año siguiente los Celtics perdieron ante los Pistons de Detroit en la final de la Conferencia Este.
En los años 1980, Bird y Johnson consiguieron ocho títulos entre los dos: cinco Magic y tres Larry. Todas las finales de la década fueron disputadas por los Celtics, los Lakers, o ambos. Tal fue su rivalidad que las audiencias televisivas en sus enfrentamientos aumentaron enormemente. Desde la rivalidad entre Chamberlain y Russell en los 60, ninguna había atraído más al público. El contraste de estilos de juego entre ambos y sus equipos parecía sacado de un guion cinematográfico: el chico blanco introvertido de una pequeña ciudad jugando en un equipo rocoso y práctico se enfrenta al espectáculo del atleta de color dirigiendo a un equipo caracterizado por el Showtime. Un anuncio televisivo de la marca Converse reflejó a la perfección la dicotomía entre ambos jugadores: mientras Bird aparecía jugando en una pequeña cancha rural, Johnson se bajaba de una limusina para enfrentarse en un uno contra uno. Además de en este, aparecieron juntos en varios anuncios más de la misma marca.
A pesar de su intensa rivalidad, Bird y Johnson llegaron a ser amigos fuera de los terrenos de juego. Magic apareció en la ceremonia de homenaje a Bird en su retirada, el 4 de febrero de 1993, describiendo con emoción al de Boston como un amigo para toda la vida.

#### 1988-1992: Retirada en la cumbre
En 1988, Bird tuvo su mejor temporada, estadísticamente hablando, promediando 29,9 puntos, 9,3 rebotes y 6,7 asistencias por partido, pero por primera vez en cuatro años los Celtics no consiguieron llegar a la final, cayendo en 6 partidos ante los muy aguerridos "Bad Boys" de Detroit Pistons en las Finales de la Conferencia Este. Bird comenzó la temporada 1988-89, pero la terminó tras disputar solamente 6 partidos. Una grave lesión en sus talones le hizo pasar por el quirófano, perdiéndose el resto de la temporada. Regresó al año siguiente, pero con problemas de espalda, y con unos Celtics con una plantilla cada vez más envejecida. A pesar de todo ello, Bird mantuvo su estatus de jugador de primera línea. En sus tres últimos años como profesional promedió 20 puntos, 9 rebotes y 7 asistencias por partido, anotando más del 45% de tiros de campo, y liderando a su equipo en todas sus apariciones en playoffs.

### Selección nacional
Bird formó parte de la selección nacional de Estados Unidos que participó en los Juegos Olímpicos de Barcelona 1992, conocido como el Dream Team, por contar entre sus jugadores, aparte del propio Bird, con leyendas de la historia de la NBA como Michael Jordan, Magic Johnson, Charles Barkley y Karl Malone. Era la primera vez que Estados Unidos enviaba un equipo compuesto de jugadores profesionales. Tras esos Juegos Olímpicos Bird se retiró, debido a una lesión en los nervios de su espalda. 
Atrás dejó unas estadísticas de más de 24 puntos, 10 rebotes y 6 asistencias por partido. Su camiseta con el número 33 fue rápidamente retirada por su equipo como homenaje a toda su carrera.

### Carrera en la NBA tras su retirada

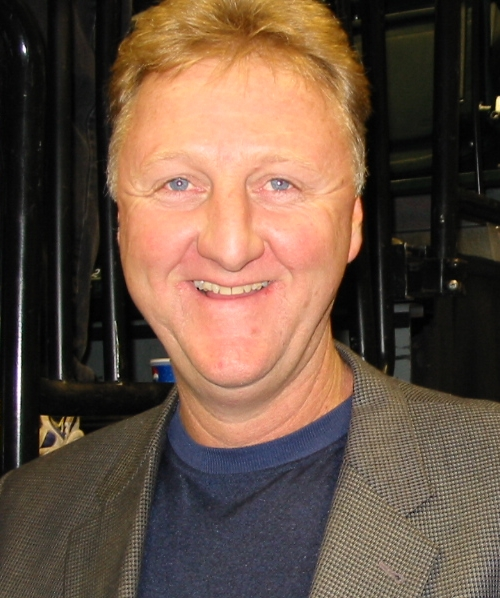
Bird, en 2004.

Nada más finalizar su carrera como jugador, los Celtics contrataron a Bird como un asistente especial del equipo en las oficinas del club, cargo que ocupó entre 1992 y 1997. Ese año, a pesar de no tener experiencia previa, aceptó el puesto de entrenador de Indiana Pacers. En sus tres temporadas como técnico su equipo consiguió 147 victorias y 67 derrotas. En su primera temporada obtuvo el premio de Entrenador del Año de la NBA. 
Dos años más tarde, en el año 2000, su equipo disputó las Finales de la NBA, tras las cuales Bird dimitió de su puesto de entrenador. 
No obstante, en 2003 volvió a ser contratado por el equipo de Indianápolis, en este caso para ejercer como director deportivo (presidente de operaciones), cargó que ocupó hasta 2017. En ese periodo, en la temporada 2011-12 de la NBA, Bird fue designado Ejecutivo del Año de la NBA.
Luego, y hasta 2022, ostentó el cargo de asesor de la franquicia.

#### Estadísticas como entrenador NBA
| Equipo         | Año      | P   | PG  | PP | %    | Temp. regular  | PPO | PG | PP | %    | Resultado                        |
| -------------- | -------- | --- | --- | -- | ---- | -------------- | --- | -- | -- | ---- | -------------------------------- |
| Indiana Pacers | 1997-98  | 82  | 58  | 24 | .707 | 2.º en Central | 16  | 10 | 6  | .625 | Pierde en Finales de Conferencia |
| Indiana Pacers | 1998-99* | 50  | 33  | 17 | .660 | 1.º en Central | 13  | 9  | 4  | .692 | Pierde en Finales de Conferencia |
| Indiana Pacers | 1999-00  | 82  | 56  | 26 | .683 | 1.º en Central | 23  | 13 | 10 | .565 | Pierde en Finales de la NBA      |
| Total          | Total    | 214 | 147 | 67 | .687 |                | 52  | 32 | 20 | .615 |                                  |

*Nota: temporada más corta debido a la huelga.

## Estadísticas de su carrera en la NBA
|  | Campeón de la NBA |
|  | Líder de la liga  |

### Temporada regular
| Año     | Equipo | PJ  | PT  | MPP  | %TC  | %3P  | %TL  | RPP  | APP | ROB | TPP | PPP  |
| ------- | ------ | --- | --- | ---- | ---- | ---- | ---- | ---- | --- | --- | --- | ---- |
| 1979-80 | Boston | 82  | 82  | 36.0 | .474 | .406 | .836 | 10.4 | 4.5 | 1.7 | .6  | 21.3 |
| 1980-81 | Boston | 82  | 82  | 39.5 | .478 | .270 | .863 | 10.9 | 5.5 | 2.0 | .8  | 21.2 |
| 1981-82 | Boston | 77  | 58  | 38.0 | .503 | .212 | .863 | 10.9 | 5.8 | 1.9 | .9  | 22.9 |
| 1982-83 | Boston | 79  | 79  | 37.7 | .504 | .286 | .840 | 11.0 | 5.8 | 1.9 | .9  | 23.6 |
| 1983-84 | Boston | 79  | 77  | 38.3 | .492 | .247 | .888 | 10.1 | 6.6 | 1.8 | .9  | 24.2 |
| 1984-85 | Boston | 80  | 77  | 39.5 | .522 | .427 | .882 | 10.5 | 6.6 | 1.6 | 1.2 | 28.7 |
| 1985-86 | Boston | 82  | 81  | 38.0 | .496 | .423 | .896 | 9.8  | 6.8 | 2.0 | .6  | 25.8 |
| 1986-87 | Boston | 74  | 73  | 40.6 | .525 | .400 | .910 | 9.2  | 7.6 | 1.8 | .9  | 28.1 |
| 1987-88 | Boston | 76  | 75  | 39.0 | .527 | .414 | .916 | 9.3  | 6.1 | 1.6 | .8  | 29.9 |
| 1988-89 | Boston | 6   | 6   | 31.5 | .471 | --   | .947 | 6.2  | 4.8 | 1.0 | .8  | 19.3 |
| 1989-90 | Boston | 75  | 75  | 39.3 | .473 | .333 | .930 | 9.5  | 7.5 | 1.4 | .8  | 24.3 |
| 1990-91 | Boston | 60  | 60  | 38.0 | .454 | .389 | .891 | 8.5  | 7.2 | 1.8 | 1.0 | 19.4 |
| 1991-92 | Boston | 45  | 45  | 36.9 | .466 | .406 | .926 | 9.6  | 6.8 | .9  | .7  | 20.2 |
| Total   | Total  | 897 | 870 | 38.4 | .496 | .376 | .886 | 10.0 | 6.3 | 1.7 | .8  | 24.3 |

### Playoffs
| Año   | Equipo | PJ  | PT  | MPP  | %TC  | %3P  | %TL  | RPP  | APP | ROB | TPP | PPP  |
| ----- | ------ | --- | --- | ---- | ---- | ---- | ---- | ---- | --- | --- | --- | ---- |
| 1980  | Boston | 9   | 9   | 41.3 | .469 | .267 | .880 | 11.2 | 4.7 | 1.6 | .9  | 21.3 |
| 1981  | Boston | 17  | 17  | 44.1 | .470 | .375 | .894 | 14.0 | 6.1 | 2.3 | 1.0 | 21.9 |
| 1982  | Boston | 12  | 12  | 40.8 | .427 | .167 | .822 | 12.5 | 5.6 | 1.9 | 1.4 | 17.8 |
| 1983  | Boston | 6   | 6   | 40.0 | .422 | .250 | .828 | 12.5 | 6.8 | 2.2 | .5  | 20.5 |
| 1984  | Boston | 23  | 23  | 41.8 | .524 | .412 | .879 | 11.0 | 5.9 | 2.3 | 1.2 | 27.5 |
| 1985  | Boston | 20  | 20  | 40.8 | .461 | .280 | .890 | 9.1  | 5.8 | 1.7 | 1.0 | 26.0 |
| 1986  | Boston | 18  | 18  | 42.8 | .517 | .411 | .927 | 9.3  | 8.2 | 2.1 | .6  | 25.9 |
| 1987  | Boston | 23  | 23  | 44.1 | .476 | .341 | .912 | 10.0 | 7.2 | 1.2 | .8  | 27.0 |
| 1988  | Boston | 17  | 17  | 44.9 | .450 | .375 | .894 | 8.8  | 6.8 | 2.1 | .8  | 24.5 |
| 1990  | Boston | 5   | 5   | 41.4 | .444 | .263 | .906 | 9.2  | 8.8 | 1.0 | 1.0 | 24.4 |
| 1991  | Boston | 10  | 10  | 39.6 | .408 | .143 | .863 | 7.2  | 6.5 | 1.3 | .3  | 17.1 |
| 1992  | Boston | 4   | 2   | 26.8 | .500 | .000 | .750 | 4.5  | 5.3 | .3  | .5  | 11.3 |
| Total | Total  | 164 | 162 | 42.0 | .472 | .321 | .890 | 10.3 | 6.5 | 1.8 | .9  | 23.8 |

## Momentos memorables
- En el séptimo partido de las Finales de la Conferencia Este de la temporada 1980-81 contra Philadelphia 76ers, a falta de un minuto el marcador estaba empatado a 89, y en un contraataque Bird lanzó un tiro contra el tablero del lado de izquierdo de la cancha que al final le valió la victoria (marcador final, 91-90), y meterse en la final que posteriormente ganarían. El mismo Bird en su autobiografía (Drive) señaló que no sabía la razón de por qué lanzó contra el cristal, porque no le gustaba usar el tablero para anotar. En los últimos minutos del partido Bird realizó también varias acciones clave, como fueron dos robos de balón, dos tiros libres anotados, un rebote y un tapón.

- En el sexto partido de las Finales de la NBA de temporada 1985-86, Bird consiguió un triple-doble (29 puntos, 11 rebotes y 12 asistencias), siendo fundamental para la consecución del anillo por parte de los Celtics.[46]

- En el quinto partido de Finales de la Conferencia Este de la temporada 1986-87 contra Detroit Pistons, con cinco segundos por jugar y Detroit ganando de 1, robó un balón a Isiah Thomas que iba destinado a Bill Laimbeer, se giró y lo pasó a su compañero Dennis Johnson, que cortó por la zona dejando una bandeja a un segundo del final. Esta jugada salvaría la serie a los Celtics, pasando a la Final.[47]

- En un partido ante Washington Bullets en temporada 1986-87, los Celtic perdían de 3 puntos a falta de 6 segundos para el final. Bird recibió el balón y anotó de 3, empatando el partido, pero la jugada fue invalidada porque su entrenador, K.C. Jones había pedido tiempo muerto con anterioridad. Al reanudarse el partido, Bird volvió a recibir, y volvió a anotar de 3 puntos, llevando el partido a la prórroga. A escasos segundos de acabar esta, Larry anotó dos tiros libres que hicieron que se jugase una segunda prórroga. A dos segundos del final, Bird volvió a anotar un tiro inverosímil que hizo que ganasen el partido 140-139.[48]

- En el séptimo partido de la Semifinal de la Conferencia Este de la temporada 1987-88 contra Atlanta Hawks, Bird anotó 9 de 10 lanzamientos en el último cuarto, consiguiendo 20 puntos en ese periodo, y dejando la victoria hecha para los Celtics.

- En un partido contra Atlanta Hawks en temporada 1984-85, Larry Bird anotó 60 puntos, su máximo registro de su carrera, con 22 de 36 tiros de campo anotados y 15 de 16 tiros libres.[49]

- El 27 de enero de 1987 los Boston Celtics visitaron la cancha de los Chicago Bulls. A falta de 4 segundos para terminar el tercer cuarto, Michael Jordan falló un tiro, el rebote del cual cogió Bird, quien empezó a correr hasta situarse fuera de su línea de 3 puntos. Entonces, sobre la bocina, Bird anotó un tiro desde más de 20 metros de distancia. Desafortunadamente, tiró unas centésimas de segundo tarde y el tiro no fue válido.

- El 1 de abril de 1987 Bird registró un triple-doble (17 puntos, 11 rebotes y 10 asistencias)... al descanso de un partido ante Washington Bullets. Acabó el mismo con 30 puntos, 17 rebotes y 15 asistencias. El entrenador rival, Kevin Loughery, comentó al final del mismo: Él está jugando en otra liga. Puede que sea una liga que otros tipos no puedan nunca jugar.[50]

- El 11 de noviembre de 1987 Bird completó el primer partido con más de 40 puntos y 20 rebotes de la historia de los Celtics contra Indiana Pacers.[50]

- Larry Bird ganó consecutivamente las tres primeras ediciones del concurso de triples de la NBA en los años 1986, 1987 y 1988. En la edición del año 1988 a la que llegaba como ganador de los dos años anteriores, antes de empezar la primera ronda, entró en el vestuario en el que calentaban los demás participantes y preguntó en voz alta: ¿quién de vosotros va a quedar segundo?.[51] Momentos más tarde en la ronda final, cuando necesitaba encestar el último tiro para ganar, lanzó el balón e inmediatamente levantó el brazo en señal de victoria y se marchó hacia el centro de la pista antes de que el balón llegara a la canasta. Por supuesto entró.[52]

- El 10 de octubre de 1989 anotó 50 puntos contra Atlanta Hawks, registrando su cuarto y último partido con 50 o más puntos de su carrera, récord histórico de los Celtics.[50]

- El 15 de marzo de 1991, en el quinto juego de la primera ronda de los playoffs ante los Pacers de Indiana, durante la primera mitad trató de recuperar un balón que le fue zafado de las manos, cayendo a la duela de forma descompuesta y golpeándose fuertemente la cabeza. Con los efectos de una posible conmoción, tuvo que retirarse de la cancha para dirigirse a los servicios médicos a una revisión obligada. Durante el tercer periodo del encuentro, con los Celtics ya abajo en el marcador, regresó para darle la vuelta al partido y a su equipo el triunfo en la serie, registrando 32 puntos, 7 rebotes, 9 asistencias y 1 robo de balón.

- El 5 de mayo de 1992, en su último año con los Celtics y con fuertes espasmos en la espalda que le obligaron a perderse 37 partidos de la temporada regular, tuvo una actuación memorable ante los Blazers de Portland, futuros campeones de la Conferencia Oeste de ese año, al registrar su último triple doble en un juego que se definió a favor de Boston en doble tiempo extra en el Boston Garden: 49 puntos, 14 rebotes, 12 asistencias, 4 bloqueos y 1 robo de balón.

- A lo largo de su carrera, Larry Bird consiguió 69 triples-dobles (59 en temporada regular y 10 en playoffs), lo que lo situaba por detrás de Oscar Robertson, Magic Johnson y Wilt Chamberlain en el momento de su retirada, situándole en ese momento, como el cuarto mejor de todos los tiempos en esta estadística.[53]

## Logros y reconocimientos
Universidad

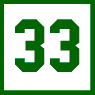
El número 33, retirado por Boston Celtics.

- Premios Naismith College Player of the Year, Adolph Rupp, John R. Wooden y Oscar Robertson Trophy al mejor universitario del año (1979).

NBA

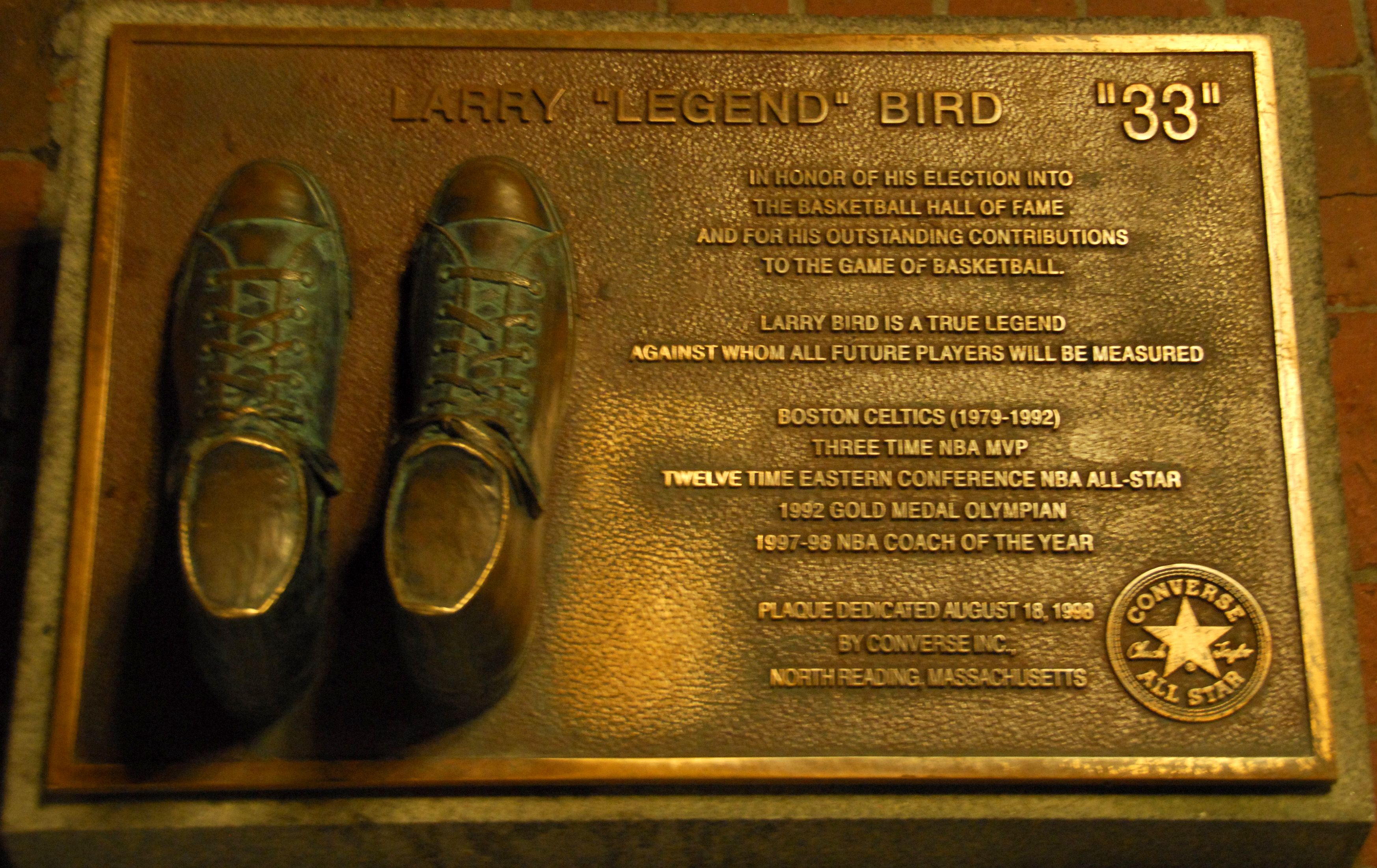
Monumento dedicado a Larry Bird en Boston.

- 3 veces Campeón de la NBA (1981, 1984, 1986).
- Nombrado Rookie del Año de la NBA en (1980).
- 3 veces MVP de la Temporada (1984, 1985 y 1986).
- 2 veces MVP de la Finales (1984 y 1986).
- 12 veces All Star.
  - 1 vez MVP del All-Star Game de la NBA (1982).
  - 3 veces ganador del Concurso de Triples de la NBA (1986, 1987 y 1988).
- Elegido en 9 ocasiones en el mejor quinteto de la NBA y 1 vez en el segundo.
- Elegido en 3 ocasiones en el 2.º mejor quinteto defensivo de la NBA.
- Mejor porcentaje de tiros libres en 4 ocasiones.
- 2 veces parte del Club del 50-40-90 (1987, 1988).
- Entrenador del Año de la NBA (1998).
- Ejecutivo del Año de la NBA (2012).

Selección
- Medalla de Oro en los JJ. OO. de Barcelona 92.

Honores
- Elegido uno de los 50 mejores jugadores de la historia de la NBA en 1996.
- Su camiseta con el número 33 ha sido retirada por los Boston Celtics como homenaje.
- Elegido en el Equipo del 75 aniversario de la NBA en 2021.
- El trofeo al mejor jugador de las finales de la conferencia Este, lleva su nombre.

### Partidos ganados sobre la bocina
|      | con Boston Celtics           |
| (PO) | Denota un partido de PlayOff |

| Número | Tiro               | Margen | Resultado | Oponente               | Fecha                  |
| ------ | ------------------ | ------ | --------- | ---------------------- | ---------------------- |
| 1      | Tiro de tres       | -1     | 103-101   | Phoenix Suns           | 26 de febrero de 1983  |
| 2      | Tiro en suspensión | -1     | 127-128   | Portland Trail Blazers | 27 de enero de 1985    |
| 3      | Tiro en suspensión | -1     | 130-131   | Detroit Pistons        | 29 de enero de 1985    |
| 4      | Tiro en suspensión | -1     | 140-139   | Washington Bullets     | 7 de noviembre de 1987 |

## Vida personal
En 1975, Larry se casó con Janet Condra, estuvieron casados menos de un año, y durante la reconciliación nació su hija, Corrie, en 1977. Pero acabaron separándose.
En 1989, se casó con Dinah Mattingly, con quien tiene dos hijos: Conner y Mariah.
Durante su etapa profesional en los Celtics, vivió en un pequeño pueblo cerca de Boston, Brookline.
A finales de los años 80, abrió un restaurante en Terre Haute (Indiana), llamado "Boston Connection".